# El Crucero
El Crucero è un comune del Nicaragua facente parte del dipartimento di Managua.